# Lydlinch
Lydlinch est une paroisse civile et un village du Dorset, en Angleterre.